# Мар'ято
Мис Мар'ято (ісп. Punta Mariato) — мис на півдні Панами, є крайньою південною точкою Північної Америки.

## Географія
Мис лежить у південній частині провінції Верагуас у Центральній Панамі. Мис розташований на південно-західній частині півострова Асуеро безпосередньо на березі Тихого океану — майже 70 км на захід від Тоноси і приблизно за 350 км на північний захід від Панама-Сіті.
Мис Мар'ято незаселений і вкритий мангровими і тропічними лісами, є частиною великого природного заповідника Національний парк Серро Хойя (33 400 га). Резерват, що в сусідній провінції Лос Сантос, класифікується в ЮНЕСКО як біосферний резерват.